# Алюмініум Хормозган
Футбольний клуб «Алюмініум Хормозган» або просто «Алюмініум Хормозган» (перс. باشگاه فوتبال آلومینیوم المهدی هرمزگان) — професіональний іранський футбольний клуб з міста Бендер-Аббас, створений 2006 року. Виступав у Лізі Азадеган. У 2012 році став першим клубом з Хормозґану, який виступав у Про-лізі Перської затоки.

## Історія
Заснований 2006 року, у 2012 році вийшов до іранської Про-ліги Перської затоки. Проте в своєму дебютному сезоні в еліті іранського футболу посів 15-е місце та вилетів до Ліги Азадеган. Перша команда з провінції Хормозґан, яка вийшла до Про-ліги Перської затоки. У 2016 році вибув до Ліга 2.

## Статистика виступів (з 2006 року)
| Сезон   | Ліга                     | Позиція | Кубок Ірану       | Примітки   |
| ------- | ------------------------ | ------- | ----------------- | ---------- |
| 2006–07 | Ліга 3                   | 1-е     | Не кваліфікувався | Підвищення |
| 2007–08 | Ліга 2                   | 1-е     | Перший раунд      | Підвищення |
| 2008–09 | Ліга Азадеган            | 9-е     | Не кваліфікувався |            |
| 2009–10 | Ліга Азадеган            | 4-е     | 1/8 фіналу        |            |
| 2010–11 | Ліга Азадеган            | 2-е     | 3-й раунд         |            |
| 2011–12 | Ліга Азадеган            | 1-е     | Другий раунд      | Підвищення |
| 2012–13 | Про-ліга Перської затоки | 15-е    | 1/16 фіналу       | Вибування  |
| 2013–14 | Ліга Азадеган            | 6-е     | Третій раунд      |            |
| 2014–15 | Ліга Азадеган            | 4-е     | Третій раунд      |            |

## Відомі тренери
- Джавад Зарінче (жовтень 2009)
- Вінко Бегович (жовтень 2009 – червень 2011)
- Акбар Місагян (червень 2011 – лютого 2013)
- Парвіз Мазлумі (лютого 2013 – вересня 2013)
- Аббас Сахаб (вересня 2013 – листопада 2013)
- Ганс-Юрген Геде (листопада 2013 – січня 2014)
- Маджид Намджу-Мотлаг (січня 2014 –серпня 2015)
- Давуд Гагдуст (серпня 2015–)